# Little Lovers
『Little Lovers』（リトルラバーズ）は、1997年2月21日に日経映像・NTT出版より発売されたWindows 95用育成シミュレーションゲーム。

## 概要
3人の女子高生、くるみ・さゆり・あやの中から1人を選び、兄もしくは父として同居生活を送る。ゲーム内にも現実世界と同じ時間が流れるのが特徴で、平日の日中は学校に通い、休日には遊びに出かけ、季節に合わせて服装も変化する。相手は年頃の女の子であり、まめにコミュニケーションをとらないとプレイヤーへの不信感が高まり家出してしまうことがある。また、日常会話だけでは彼女達の本心や学校での出来事を把握できないこともあり、不在の間に日記を盗み読みすることが可能。ただし、見つかった場合は信頼度が激減する。
製品本体（プログラムCD）には3人の3ヶ月分のデータが入っており、追加ソフト（キャラクターCD）を購入すると同居期間が1年間に延長される。発売当時パソコンの所有比率が高かった社会人のゲームプレイを考慮し、夜勤など生活時間帯の異なる人向けにゲーム内の時間をずらす「タイムスリップ機能」、出張などでしばらくゲームをプレイできない時にヒロインの信頼度低下を最小限に抑える「タイムストップ機能」などを搭載した。初回特典はオリジナルマウスパッド。また、公式サイトでは体験版（くるみ・1週間）をダウンロードすることができた。発売後に実施されたヒロイン人気投票の結果は、1位：あや（3,159票）、2位：さゆり（3,129票）、3位：くるみ（2,848票）。

## 登場人物
※誕生日は、ゲーム開始日から半年後に設定される。
くるみ
声 - 笹本優子
血液型：B型、身長：163cm、体重：42kg、3サイズ：76/56/80
陸上部に所属する元気で明るい女の子。勉強はからっきしで、見当外れのコメントが笑いを誘うことも多い。感情の起伏は激しいが明るくさっぱりとした性格で、比較的早い段階で親しくなれる。オムライスが好きだがトマトは嫌い。
さゆり
声 - 吉田古奈美（現・吉田小南美）
血液型：A型、身長：160cm、体重：47kg、3サイズ：83/58/85
成績優秀、スポーツ万能、家庭的でピアノの演奏が得意という正統派ヒロイン。幸せな家庭を夢見ている。普段の性格は穏和だが怒らせるととても怖い。3人のなかで唯一部活に所属しておらず、バイトや部活の助っ人などをすることがある。
あや
声 - 菅原祥子
血液型：AB型、身長：155cm、体重：43kg、3サイズ：87/57/85
ある事件のため心を閉ざしてしまった少女。しかし、打ち解けていくにつれて本来の明るさを取り戻していく。美術部所属。好きなものはトウモロコシ、苦手なものはコンニャク。

## スタッフ
- シナリオ - 大舘俊一（日経ビデオバンク）
- キャラクターデザイン - 近永早苗
- 音楽 - 大野恭史
- ディレクター - イシイジロウ（日経映像）
- 制作プロデューサー- 北堀勝一（日経映像）

## 主題歌
「A Place In The Sun ～Little Loversのテーマ」
作曲 - 北堀勝一
メインボーカル - 吉田古奈美
バックコーラス - 菅原祥子/笹本優子

## 関連商品
デスクトップアクセサリー Little Lovers Private Pack くるみ
発売日：1997年10月5日 / 発売：日経映像・NTT出版 / 品番：NPCS-9705
デスクトップアクセサリー Little Lovers Private Pack さゆり
発売日：1997年10月5日 / 発売：日経映像・NTT出版 / 品番：NPCS-9706
デスクトップアクセサリー Little Lovers Private Pack あや
発売日：1997年10月5日 / 発売：日経映像・NTT出版 / 品番：NPCS-9707
プログラム連動機能付きスクリーンセーバー、音声付きデスクトップカレンダー、壁紙、音声データ、キャラクターラジオ「リトルラバーズの夜をぶっとばせ！」、主題歌「A Place In The Sun」フルコーラスバージョンを収録。CD EXTRA仕様。「夜をぶっとばせ！」はパッケージごとに内容が異なる。
リトルラバーズ イラスト集
発売日：1998年6月 / 発行：NTT出版 ISBN 4-7571-8005-5
設定資料・イラスト集、声優座談会のほか、『Little Lovers 2nd』『Little Lovers SHE SO GAME』の設定画を収録。